# Dó (sentimento)
Dó (do latim: dolus) é um sentimento que é exprimido por um misto de pena, pesar e repugnância em relação a algo ou a alguém. É um substantivo masculino (o dó), apesar de ser amplamente usado como feminino (a dó).
É uma das emoções mais confusas de descrever, porque além de ser raramente experimentada, muitas das vezes se confunde com uma série de outros sentimentos que criam um estado de angústia no ser humano.
Pode acontecer que o sentimento seguido do Dó seja a vontade de perdoar, por constatação de factos contrários ao sentido na altura.